# Planina pod Golico
Planina pod Golico is een plaats in Slovenië en maakt deel uit van de gemeente Jesenice in de NUTS-3-regio Gorenjska. De plaats telde 281 inwoners op 1 januari 2020.